# Johann Crato von Krafftheim
Johann Crato von Krafftheim (niem. Johannes Krafft; również: Crato von Crafftheim; łac. Johannis Cratonis; ur. 22 listopada 1519 we Wrocławiu – zm. 19 października 1585 tamże) – niemiecki humanista, lekarz związany z Wrocławiem, nadworny medyk trzech cesarzy z rodu Habsburgów.
Urodził się jako Johann Krafft. Był synem wrocławskiego rzemieślnika Christopha Kraffta. Uczył się we wrocławskich gimnazjach św. Elżbiety i św. Marii Magdaleny. Dzięki przyznanemu mu przez radę miejską Wrocławia rocznego stypendium w wysokości 20 guldenów w 1535 rozpoczął w Wittenberdze studia teologiczne pod kierunkiem samego Marcina Lutra, zakończone uzyskaniem magisterium w 1542 r.
Od 1546 r. studiował medycynę w Padwie pod kierunkiem słynnego Giovanniego Battisty Monte. Po uzyskaniu doktoratu wraz ze swymi przyjaciółmi Johannem Baptystą Hainzelem i Paulem Hainzelem odbył podróż po Italii, w czasie której przez krótki czas praktykował jako lekarz w Weronie.
W 1550 r. wrócił do swego rodzinnego Wrocławia, gdzie podjął praktykę lekarską. W tym samym roku zawarł związek małżeński z córką miejskiego pisarza Johannesa Scharfa von Werd. Ze związku tego urodził mu się syn i dwie córki.
Położył szczególne zasługi w zwalczeniu w 1554 epidemii dżumy we Wrocławiu. Jego pionierska praca z tego zakresu pt. „Ordnung ader Präservation zur Zeit der Pest” (z 1555 r.) miała przełomowe znaczenie w dziejach medycyny i epidemiologii. Od 1560 r. sprawował kolejno funkcję osobistego lekarza (niem. Leibarzt) 3 cesarzy z rodu Habsburgów: Ferdynanda I, Maksymiliana II i Rudolfa II, pozostając na tym stanowisku aż do emerytury w 1580 r., kiedy to wrócił do Wrocławia. Zastąpił go jego uczeń i protegowany, również wrocławianin Peter Monau.
Wokół Johannesa Cratona von Krafftheim zgromadził się krąg humanistów, który wywarł znaczny wpływ na dwór habsburski. Należeli do niego bracia: Jakub Monau – poeta, Peter Monau (jego brat) – lekarz oraz Andreas Dudith – astronom. Flamandzki filozof Justus Lipsius opisał swoich trzech przyjaciół: Cratona, Monaua i Duditha jako tres stellae in una iam urbe – trzy gwiazdy w tym jednym mieście (Wrocławiu). Sam Craton, używając przywileju korzystania z cesarskiej poczty, prowadził rozległą korespondencję z czołowymi postaciami ówczesnej nauki w Europie. Wśród jego korespondentów byli Hieronim Mercurialis (II poł. XVI stulecia), Juliusz Alexandrinus (1506–1588), Rembert Dodoens, Pierandrea Matthioli, lekarz przyboczny Stefana Batorego Niphus, Jacobus Scutellarius z Padwy, Bonaventura Grangerius z Paryża, Theodor Zwinger z Bazylei, Amatus Lusitanus (anatom, lekarz Zygmunta I) z Portugalii i wielu innych. Jego zachowana korespondencja liczy 3000 listów zebranych w 12 tomach.